# Rhizanthella gardneri

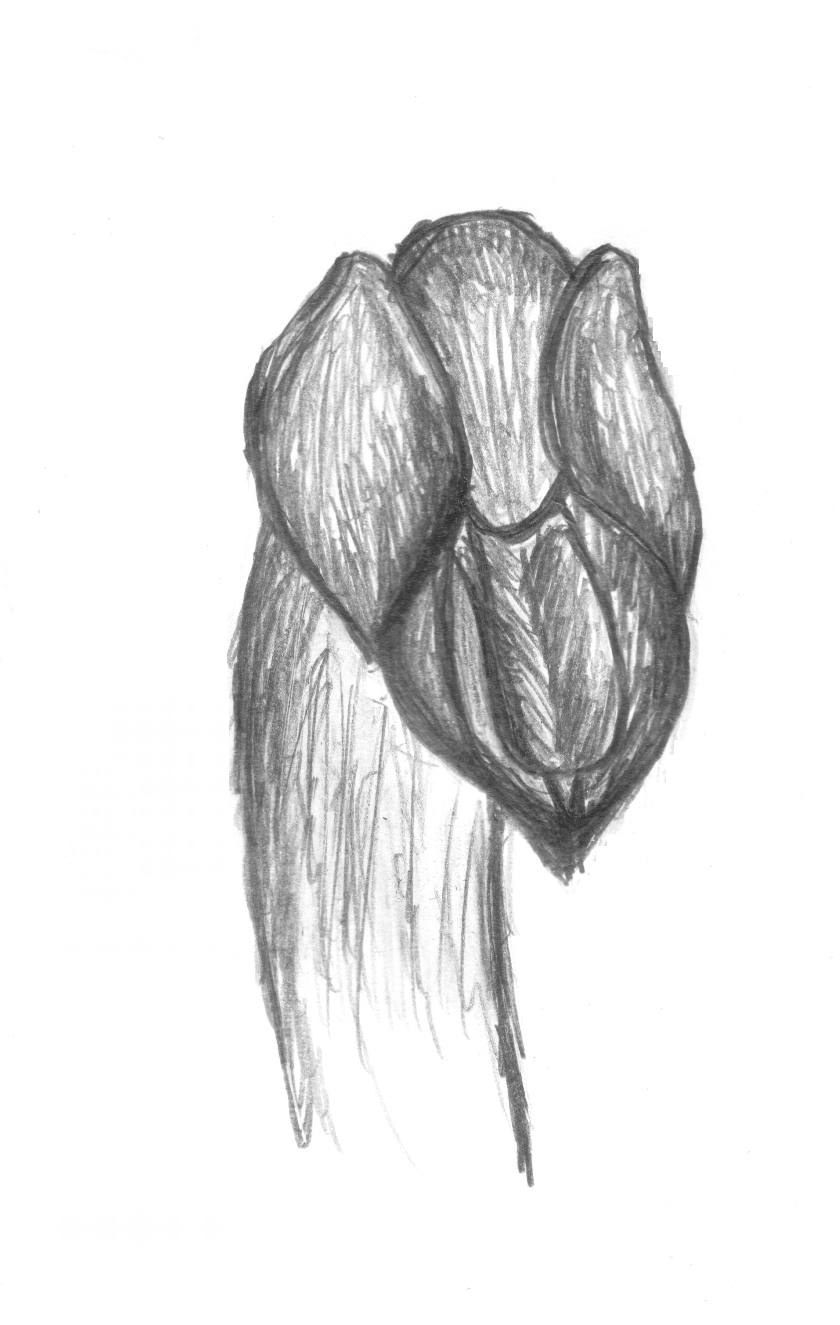
Einzelne Blüte
(Rhizanthella gardneri), Illustration

Rhizanthella gardneri ist eine Pflanzenart aus der Familie der Orchideen (Orchidaceae). Sie wurde 1928 erstbeschrieben. Die nur wenig erforschte Art ist in Australien beheimatet, lebt vollständig unterirdisch und ist äußerst selten. 

## Merkmale

### Vegetativer Habitus
Rhizanthella gardneri ist eine wurzel- und (laub-)blattlose, unterirdisch wachsende Pflanze. Sie hat die Photosynthese vollständig aufgegeben und bildet dementsprechend kein Chlorophyll mehr, stattdessen lebt sie myko-heterotroph.
Das 10 bis 20 Millimeter dicke und 30 bis 50 Millimeter lange, verzweigte und brüchige Rhizom der Pflanzen liegt 6 bis 12 Zentimeter unter der Erdoberfläche, ist schwach behaart, weiß und fleischig und mit vereinzelten dreieckigen Niederblättern besetzt, die zwischen 1 und 3 Zentimetern lang und 5 bis 10 Millimeter breit sind. Wenn es verletzt wird, verbreitet es einen deutlich wahrnehmbaren Geruch nach Formalin.
Neben der sexuellen Vermehrung über Samen vermehrt sich Rhizanthella gardneri auch vegetativ, sie bildet aus dem Rhizom bis zu drei Ableger.

### Blüte
Ab April wächst nach starken Regenfällen im australischen Sommer aus dem Rhizom bis unmittelbar unter die Erdoberfläche ein 40 bis 60 Millimeter langer Blütenstängel, an dem endständig ein einzelnes so genanntes Capitulum steht, das zwischen Mai und Juli blüht. Dabei handelt es sich um einen aufrechten, konkaven Blütenkopf mit einem Durchmesser von 20 bis 50 Millimetern, der von sechs bis zwölf, in zwei Kreisen stehenden, weißen, fleischigen, 10 bis 35 Millimeter langen und 5 bis 10 Millimeter breiten, eiförmigen bis länglich eiförmigen, einander überlappenden Hochblättern eingefasst ist. Dessen Spitzen durchbrechen gelegentlich die Erdoberfläche, dunkeln dann rötlich nach und biegen sich zurück. Die Hochblätter sind drei- bis siebennervig.
Die zwischen 8 und 150 kurzen, röhrenförmigen und duftenden Einzelblüten sind 5 bis 6 Millimeter lang und 5 Millimeter breit, weißlich bis dunkel-rotbraun und in einer festen Spirale aus 4 bis 5 Ringen zur Mitte weisend im oben abgeflachten und schwach verbreiterten Capitulum arrangiert. 
Die äußeren und inneren Blütenhüllblätter sind in der unteren Hälfte verwachsen, oberhalb frei, aber einander überlappend. Das Labellum ist schmal herzförmig, 1,5 bis 2 Millimeter lang und 1,5 Millimeter breit, stark eingebogen, glatt und fest, an Rändern wie Spitze tiefrot. Die aufrechte, zylindrische Säule ist fast so lang wie die äußeren Blütenhüllblätter. Der Staubbeutel ist aufrecht, stumpf und an der Spitze abgeflacht, die eiförmige Narbe steht waagerecht hervor und ist vergleichsweise groß. 
Der genaue Hergang der Bestäubung ist noch weitgehend unbekannt, als Bestäuber kommen Trauermücken, Gallmücken, Brackwespen (Braconidae), Buckelfliegen der Gattung Megaselia und Termiten der Gattung Drepanotermes in Frage. Diese durchwühlen die dünne, lockere Erdschicht über dem Blütenkopf und gelangen so zu den Blüten.

### Frucht und Samen
Auch nach der Blüte verlängert sich der Stängel nicht und die Früchte reifen unterirdisch heran. Jede der bestäubten Blüten bildet, ungewöhnlich für eine Orchidee, eine braune, beerenähnliche, fleischige Frucht aus, deren Reifung bis zu sieben Monate dauern kann und die zwischen 20 und 150, relativ große Samen enthält. Die Verbreitung der Samen geschieht möglicherweise durch Beutelsäuger, die die Früchte fressen und die Samen mit dem Kot andernorts wieder ausscheiden.

### Lebensweise
Wie die meisten Orchideen nutzt auch Rhizanthella gardneri die Verbindung zu einem Mykorrhiza-Pilz, um sich zu versorgen. Es handelt sich in diesem Fall aber nicht um eine Symbiose, sondern um eine spezielle Form des Parasitismus, da der Pilz keinen Vorteil aus der Verbindung zieht: Als sogenannte mykoheterotrophe Pflanze ernährt sich Rhizanthella gardneri dabei vom Pilz, der seinerseits in einem symbiotischen Verhältnis mit umliegenden Myrtenheiden der Art Melaleuca uncinata steht. 
Unüblicherweise für eine Orchidee ist bei Rhizanthella gardneri für die embryonale Entwicklung aus einem Samen keine Mykorrhiza notwendig, die Samen keimen, ohne von einem Mykorrhizapilz befallen zu sein. Erst das Protokorm (das Keimknöllchen) wird dann an seinen Härchen durch den Mykorrhizapilz Thanatephorus gardneri infiziert, die Hyphen der Pilze dringen dazu in die Rindenzellen des Rhizoms ein (Endomykorrhiza). Sollte die Infektion ausbleiben, gedeihen die Sämlinge nicht weiter. Wenn das eiförmige Protokorm dann einen Durchmesser von 1,0 bis 1,5 Zentimeter erreicht hat, beginnt sich das Rhizom zu bilden, das pro Woche um 1,4 bis 2,2 Millimeter wächst. Innerhalb von 15 Monaten nach Keimung kann die Pflanze Blühreife erreichen.

## Verbreitung und Habitat

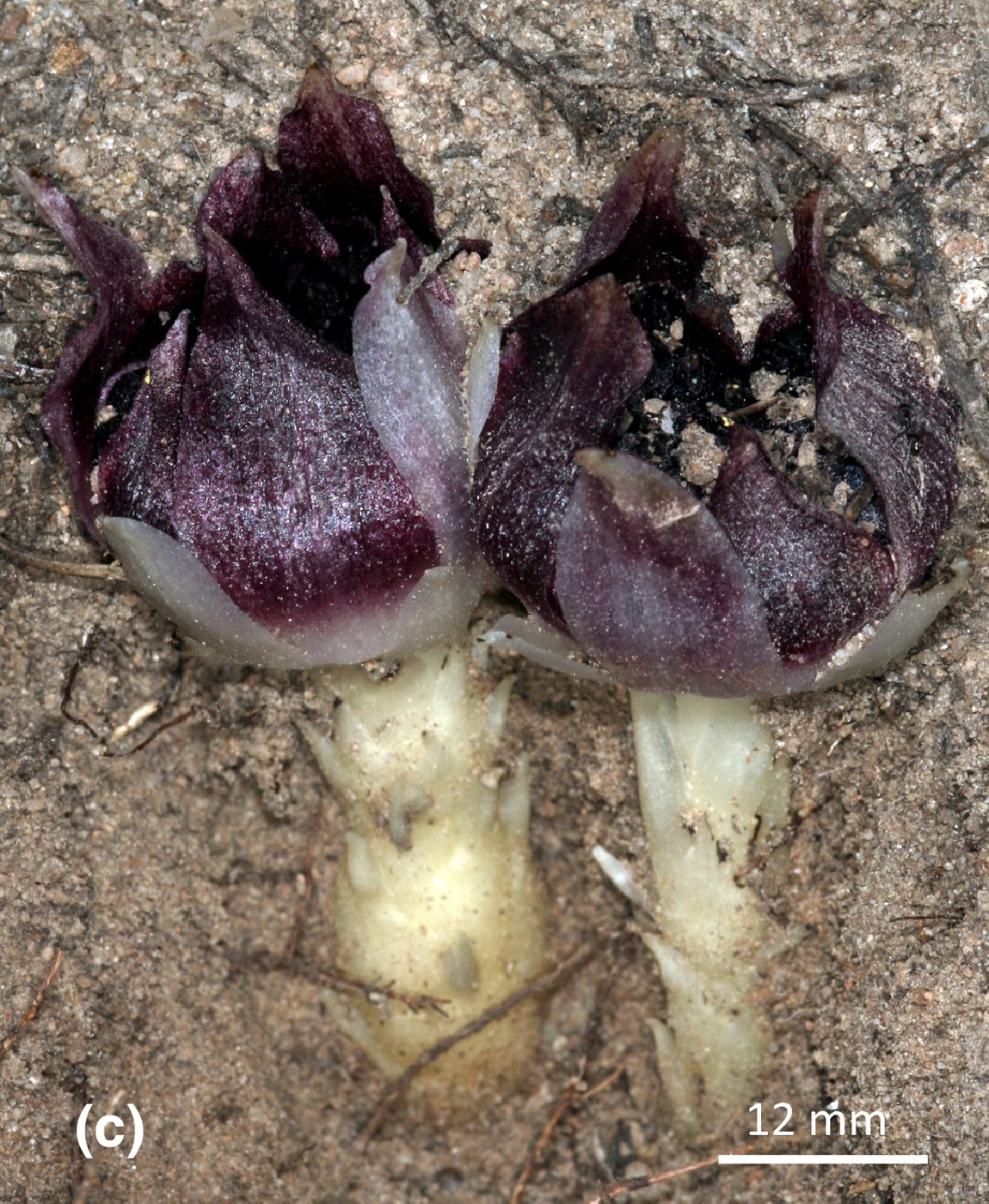
Rhizanthella gardneri

Die Art ist von nur sechs Standorten in zwei isolierten Gebieten Western Australias bekannt, zum einen in der Wheatbelt Region um Corrigin und zum anderen 260 km entfernt davon bei Munglinup nahe der Südküste. Sie wächst in Höhenlagen von 300 bis 400 Metern in nährstoffarmen, gut dränierten, sandigen Lehmböden, jeweils in 20 bis 30 Zentimetern Entfernung von ausgewachsenen Melaleuca uncinata, in den Habitaten finden sich darüber hinaus vereinzelt Akazien und Eukalyptus. Die durchschnittlichen jährlichen Niederschlagswerte betragen 500 bis 600 Millimeter, in den Dürrejahren um die Jahrtausendwende sank dieser Wert bis auf 200 Millimeter ab. Die Temperaturen schwanken zwischen 0 und 30 °C.

## Botanische Geschichte
Am 23. Mai 1928 entdeckte ein Farmer namens John Trott 36 Exemplare dieser Orchidee beim Pflügen eines für landwirtschaftliche Nutzung vorgesehenen Gebiets. Dr. Richard Sanders Rogers, der als Experte für australische Orchideen bekannt war, benannte die Orchidee nach dem damaligen Präsidenten von Western Australia, Charles Austin Gardner, Rhizanthella gardneri. Die Entdeckung erregte solches Aufsehen, dass ein speziell gefertigtes Wachsmodell der Pflanze in England in einer Wanderausstellung präsentiert wurde.
Bis 1959 kam es zu sechs weiteren Zufallsfunden bei Pflügearbeiten, nach einer langen Pause konnte die Pflanze dann erstmals 1979 ungestört an ihrem natürlichen Standort beobachtet werden. Durch gezielte Suchen konnten bis 1985 fünf weitere Populationen gefunden werden, weitere Standorte wurden seither nicht bekannt. Bis 1984 war die Art die einzig bekannte ihrer Gattung, erst 1984 folgte Rhizanthella slateri (1932 als Crypthanthemis slateri beschrieben) und 2006 Rhizanthella omissa.

## Status und Gefährdung
An allen Standorten ist Rhizanthella gardneri nur mehr in sehr geringer Individuenzahl vertreten. Waren in den 1980er-Jahren an den sechs Standorten insgesamt noch 150 blühreife Individuen gefunden worden, darunter ein Vorkommen mit über 100 Pflanzen, so konnten bei Zählungen 2002 nur noch 19 blühreife Pflanzen angetroffen werden, wobei das größte Vorkommen 10 Individuen umfasst und drei der Vorkommen als in schlechtem Zustand gelten.
Als Gefährdungsfaktoren gelten vor allem die nur noch wenigen verfügbaren Habitate, die äußerst fragmentierten Standorte und – ausgelöst durch die Dürren in der Region – der Rückgang der Wirtsart Melaleuca uncinata und die Versalzung des Grundwassers in der Wheatbelt Region. Aufgrund der äußerst kleinen Bestände hat auch die menschliche Neugier schädlichen Einfluss, da die wenigen Pflanzen durch wiederholtes Suchen nachhaltig gestört werden (Erdverdichtung, Austrocknung freigelegter Blüten).
Drei der sechs bekannten Standorte wurden bereits unter Schutz gestellt und ein spezielles, von 2003 bis 2008 angelegtes Programm wurde initiiert, um das Überleben der Art (unter anderem durch Anlage einer Samenbank und Entnahme von DNA-Proben) zu sichern. Eine erste gezielte Ausbringung einiger zuvor entnommener Samen an geeigneten Standorten scheiterte jedoch. 
Rhizanthella gardneri wird im Washingtoner Artenschutzabkommens (CITES) nicht explizit genannt, ist aber als wilde Orchidee im Anhang 2 gelistet.  In Deutschland sind alle Rhizanthella-Arten nach dem Bundesnaturschutzgesetz mit dem Schutzstatus B streng bzw. besonders geschützt. Auf der Roten Liste der IUCN wird die Art seit 1997 als „gefährdet“ (vulnerable) geführt.